# Сыян
Сыя́н (кит. упр. 泗阳, пиньинь Sìyáng) — уезд городского округа Суцянь провинции Цзянсу (КНР).

## История
Уезд с названием «Сыян» был создан в этих местах ещё при империи Хань в 116 году до н. э. Во времена чжурчжэньской империи Цзинь он был переименован в Хуайбинь (淮滨县), а при монгольской империи Юань получил название Таоюань (桃源县).
После Синьхайской революции в Китае была проведена реформа административного деления и сверка названий административных единиц. В 1914 году, чтобы избежать дублирования с названием одноимённого уезда в провинции Хунань, уезд Таоюань был переименован в Сыян.
В 1949 году был создан Специальный район Хуайинь (淮阴专区), и уезд вошёл в его состав. В 1970 году Специальный район Хуайинь был переименован в Округ Хуайинь (淮阴地区). В 1983 году округ Хуайинь был преобразован в городской округ Хуайинь.
19 июля 1996 года решением Госсовета КНР из городского округа Хуайинь был выделен городской округ Суцянь, и уезд вошёл в его состав.

## Административное деление
Уезд делится на 11 посёлков и 5 волостей.